# Tano

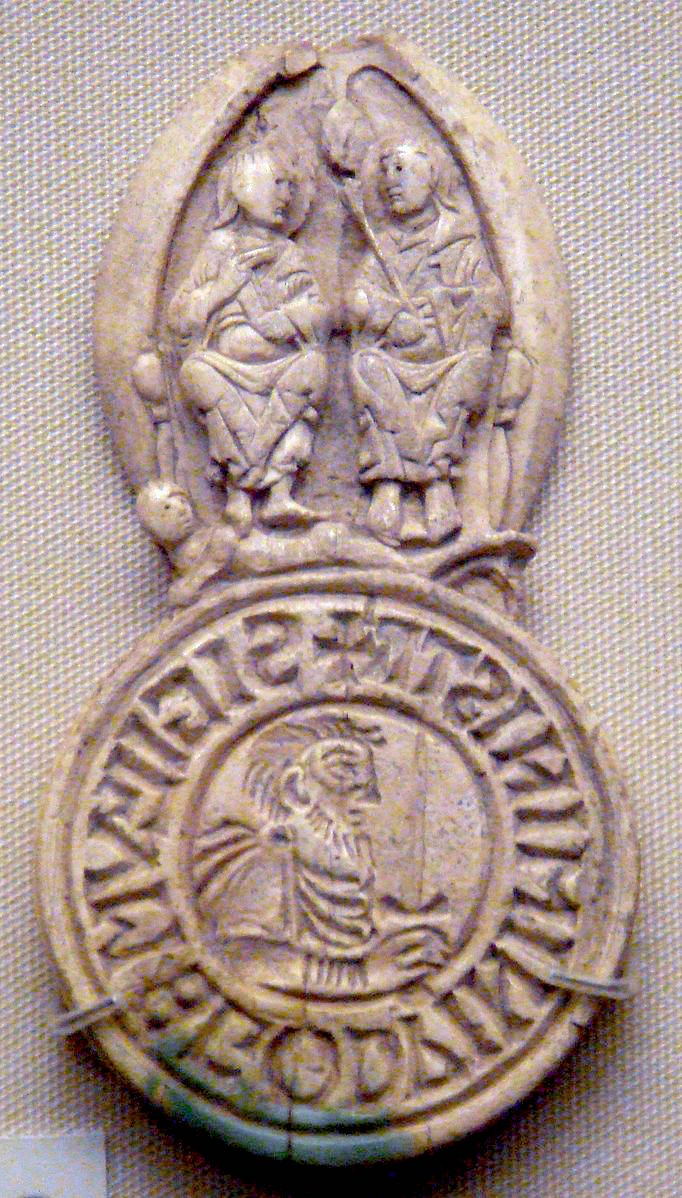
Selo de Goduíno como tano, primeira metade do século XI

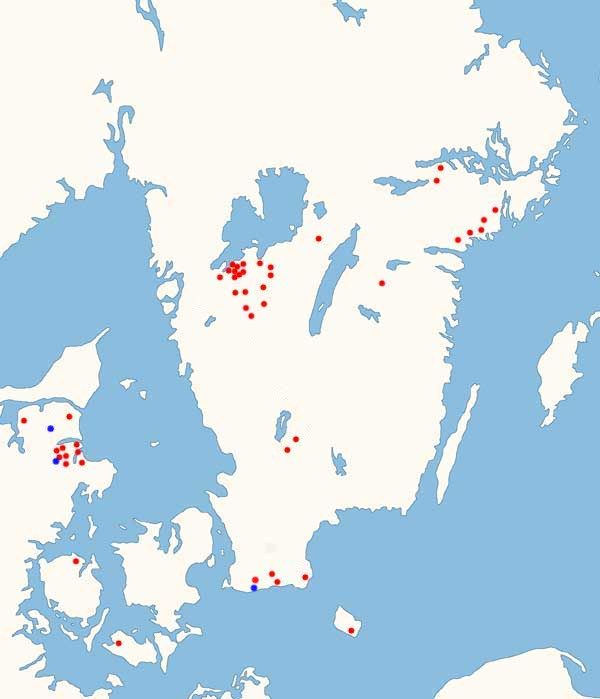
Distribuição das pedras rúnicas na Escandinávia nas quais o falecido era chamado tano

Tano (em latim: Thanus) ou taino (em latim: thainus; em inglês antigo: þegn, ðegn; em inglês moderno precoce: thane ou thayn; em inglês: thegn) é um termo comumente usado para descrever um servidor aristocrático de um rei ou nobre na Inglaterra anglo-saxã ou, como um termo de classe, a maioria da aristocracia abaixo das posições de ealdormanos e high-reeves. Também é um termo que denota uma classe medieval arcaica escandinava de servos.

## Etimologia
O inglês antigo þeġ(e)n (IPA: [ˈθej(e)n], "servo, criado") é cognato do alto-alemão antigo degen e do nórdico antigo þegn. Tem um significado militar, e sua tradução latina usual era miles (soldado), embora ministro (minister) também foi usado. Joseph Bosworth descreveu um tano como "alguém envolvido no serviço de um rei ou de uma rainha, seja na casa ou no campo", e adiciona: "a palavra nesse caso parece gradualmente adquirir um sentido técnico, e tornar-se um termo que denota uma classe, contendo, porém, vários graus".
Mas, como todas as palavras do gênero, tano foi mudando vagarosamente de sentido e "o mesmo termo, como gesido (gesith), tem sentidos diferentes em diferentes eras e reinos, mas a ideia original de serviço militar perpassa todos os sentidos de tano, como o de associação pessoal é rastreável em todas as aplicações de gesido". Após a conquista normanda da Inglaterra em 1066, Guilherme, o Conquistador substituiu a aristocracia anglo-saxônica por normandos e a nova classe normanda reinante substituiu a terminologia anglo-saxã pela normanda. No processo, os tanos tornaram-se barões, e os tanos parece ter sido fundidos na classe dos cavaleiros.

## Gesido e tano
O precursor do tano foi o gesido, o companheiro do rei ou grão-senhor, um membro de sua comitiva (comitato), e tano era usado para descrever o gesido militar. Foi usado apenas uma vez em leis anteriores ao tempo de Etelstano (ca. 895-940), mas mais comumente em escrituras. H. M. Chadwick diz que "o sentido de subordinação deve ter sido inerente na palavra no período mais precoce", mas não tem conexão com o alemão/dinamarquês dienen, "servir". Ao longo do tempo seu significado foi alargado e foi mais amplamente usado. O tano tornou-se membro de uma nobreza territorial, e a dignidade foi dada aqueles que preenchiam certas condições.

## Estatuto
Era inferior ao etelingo, o membro da família real, mas foi superior ao ceorl e diz Chadwick "desde o tempo de Etelstano a distinção entre tano e ceorl foi a ampla linha de demarcação entre as classes da sociedade". Seu estatuto é conhecido por seu veregildo. Por boa parte da Inglaterra era fixado em 1 200 xelins, ou seis vezes o do ceorl. Ele era o twelfhynde das leis, nitidamente dividido do twyhynde ou ceorl. Os 12 tanos seniores do hundred desempenharam um papel (sua natureza é incerta) no desenvolvimento do sistema de justiça inglês. Numa lei de Etelredo II eles "parecem ter agido como comitê judicial da corte para propósito de acusação" e assim tinham alguma conexão com o grande juri dos tempos modernos.
O aumento do número de tanos produziu com o tempo uma subdivisão na ordem. Surgiu uma classe de tanos reais, correspondendo aos primeiros tanos, e uma classe maior de tanos inferiores, alguns dos quais os tanos de bispos ou outros tanos. Um tano real foi uma pessoa de grande importância, algo expresso pela tradução latino da palavra como conde. Tinha certos privilégios especiais e ninguém exceto o rei tinha o direito da jurisdição sobre ele, enquanto através de uma lei de Canuto II se sabe que ele pagava um herioto maior que um tano ordinário.

### Geþyncðo, Rectitudines Singularum Personarum and Norðleoda laga
Em documento de datação incerta, provavelmente do tempo do rei Alfredo, o Grande, e traduzido por Stubbs como Das posições e leis das pessoas (Geþyncðo), diz-se que "se um ceorl prosperou de modo que tenha cinco hidas de sua própria terra, igreja e cozinha, casa de sino e portão da cidade, e especial dever no salão do rei, a partir de então era digno de [ser] tano de pleno direito." Ainda diz, "se um mercador prosperou de modo que passou três vezes sobre o vasto mar por seus próprios meios, a partir de então era digno de [ser] tano de pleno direito." Do mesmo modo, um tano bem sucedido devia esperar tornar-se um conde. Outrossim, entre os tanos havia aqueles que eram tanos por ocasião de seu nascimento, e assim a dignidade era parcialmente herdade e parcialmente adquirida.